# تشارلز هرت
تشارلز هرت (بالإنجليزية: Charles Hurt)‏ هو صحفي أمريكي، ولد في 1972 في الولايات المتحدة.